# Tom Moore (militare)
Sir Thomas Moore, noto anche come Captain Tom (Keighley, 30 aprile 1920 – Bedford, 2 febbraio 2021), è stato un ufficiale e militare britannico, particolarmente noto per la sua attività filantropica.

## Biografia
Nato a Keighley, nell'ex West Riding of Yorkshire, suo padre Wilfred era un costruttore. Studiò presso la scuola secondaria locale e completò un apprendistato in ingegneria civile.

### Carriera militare
Si arruolò nel 1939 nell'8º battaglione del Duke of Wellington's Regiment, di stanza in Cornovaglia in difesa di un eventuale sbarco tedesco. Nel 1940 fu selezionato per l'addestramento da ufficiale, ottenendo il grado di sottotenente.
Entrò nei corpi corazzati nel 1941 e fu trasferito al 146º reggimento venendo stanziato prima a Bombay e poi a Calcutta nell'ambito della campagna della Birmania, portata avanti contro l'Impero giapponese. Con il suo battaglione, armato con carri M3 Lee/Grant, partecipò alla battaglia dell'Isola Ramree, vinta dagli Alleati.

### Vita privata
Si è sposato nel 1968 e ha avuto due figlie. La moglie è morta nel 2006, mentre lui ha combattuto contro la rottura dell'anca e un tumore della pelle.
Nel 2020, a 100 anni, raccolse fondi per il sistema sanitario britannico, provato dalla pandemia di COVID-19. Per la sua iniziativa ha ricevuto il plauso del Primo ministro britannico Boris Johnson, del Segretario di Stato alla salute Matt Hancock, del Principe William e del calciatore gallese Aaron Ramsey, mentre i militari del 1º battaglione del reggimento dello Yorkshire gli hanno tributato la guardia d'onore. Il quotidiano britannico Daily Express ha lanciato una petizione affinché ricevesse il titolo di cavaliere e la richiesta è stata accolta il 19 maggio dello stesso anno.
Nel gennaio 2021, dopo aver contratto una polmonite, scoprì di avere il COVID-19. Morì il 2 febbraio 2021.